# الغراب والإبريق
الغراب والإبريق هي من أساطير إيسوب المعروفة. إنه يتعلق بالملاحظة القديمة لسلوك الغراب الذي أكدت الدراسات العلمية الحديثة أنه موجه نحو الهدف ويدل على المعرفة السببية وليس مجرد تكييف فعال. ومرقمة برقم 390 في مؤشر بيري ‏.

## ملخص الخرافة
تدور القصة حول غراب عطشان يأتي على إبريق به ماء في قاعه بعيدًا عن متناول منقاره. وبعد فشله في دفعه، يسقط الطائر الحصى واحدة تلو الأخرى حتى يرتفع الماء إلى أعلى الإبريق، مما يسمح له بالشرب.
المغزى الأخلاقي: تبين لنا هذه الحكاية أن التفكير يتفوق على القوة الغاشمة .
{